# Alexander Apollonowitsch Alenizyn

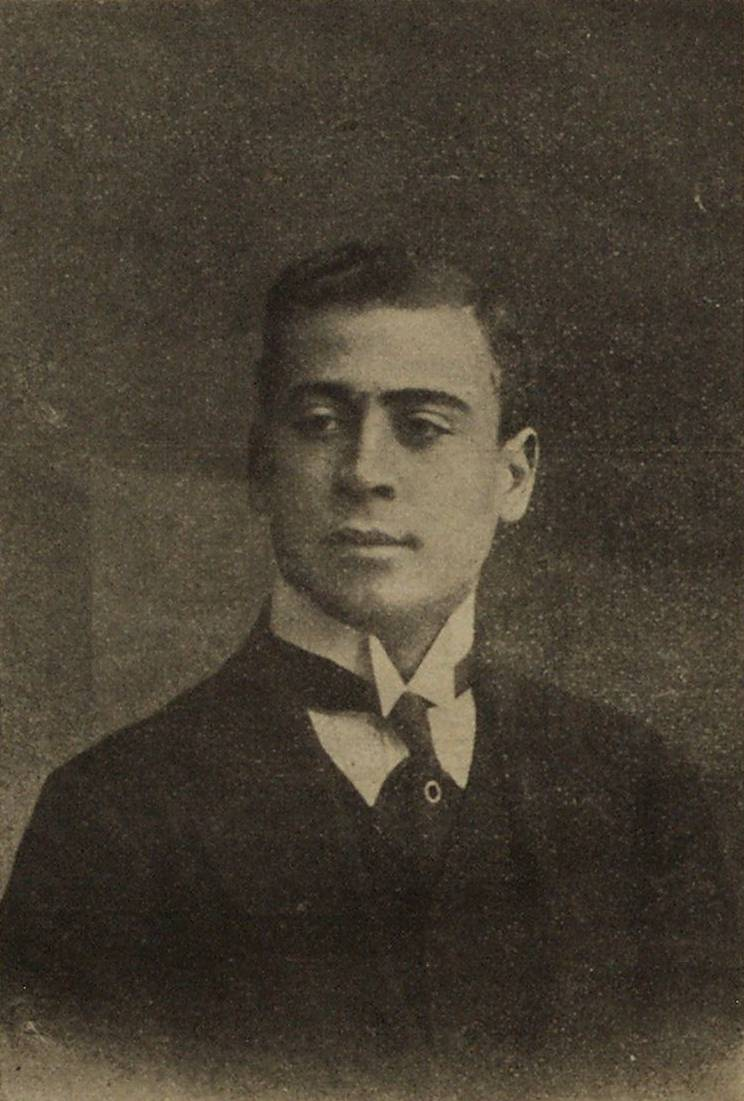
Alexander Alenizyn

Alexander Apollonowitsch Alenizyn (russisch Александр Аполлонович Аленицын, wiss. Transliteration Aleksandr Apollonovič Alenicyn; * 29. November 1884 in Sankt Petersburg; † 5. Oktober 1922 in Moskau) war ein russischer Tennisspieler.

## Leben
Alenizyn spielte für den Krestovsky Lawn Tennis Club in St. Petersburg und wurde später auch der Vorsitzende des Klubs. 1909 bis 1911 gewann er jeweils das Turnier in seiner Heimatstadt; 1911 war er auch in Moskau erfolgreich. Er nahm 1912 am Tenniswettbewerb der Olympischen Sommerspiele in Stockholm teil. Im Rasen-Einzel zog er kurzfristig seine Teilnahme zurück. Im Doppel trat er mit Michail Sumarokow-Elston an, der eigentlich auch sein Gegner im Einzel gewesen wäre. Mit ihm konnte er sich gegen die dänische Paarung aus Victor Hansen und Leif Rovsing durchsetzen, ehe die beiden deutlich im Viertelfinale den Franzosen Albert Canet und Édouard Mény de Marangue unterlagen.
Während der Oktoberrevolution organisierte Alenizyn weiterhin Rasentennis im Krestovsky Club. Am 15. September 1922 wurde er von den Bolschewiki festgenommen. Als Grund wurden „Kontakte mit anderen Ländern“ angegeben. Die Tscheka folterte ihn und hielt ihn im Gefängnis fest, wo er am 5. Oktober 1922 Suizid beging.